# 遥远的王国
《遥远的王国》是一款由世嘉制作和发行的电子角色扮演游戏。本游戏于1992年9月18日在日本地区Game Gear发行。
游戏的设置和情节主要从琐罗亚斯德教、古代美索不达米亚地区和《一千零一夜》而来。特别是关于航海家辛巴达、阿拉丁和阿里巴巴。
游戏的主要角色是Shanadar王子，随着游戏的推进，玩家可以找到另外3个角色。